# Kuvait iraki megszállása

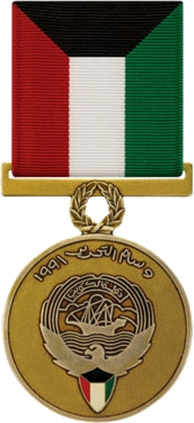
Kuvait Felszabadítása emlékérem.

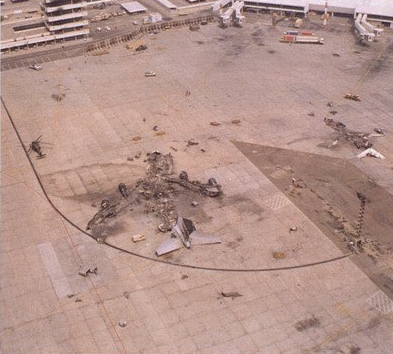
Megsemmisült repülőgépek maradványai a kuvaitvárosi nemzetközi légikikötőben (1991).

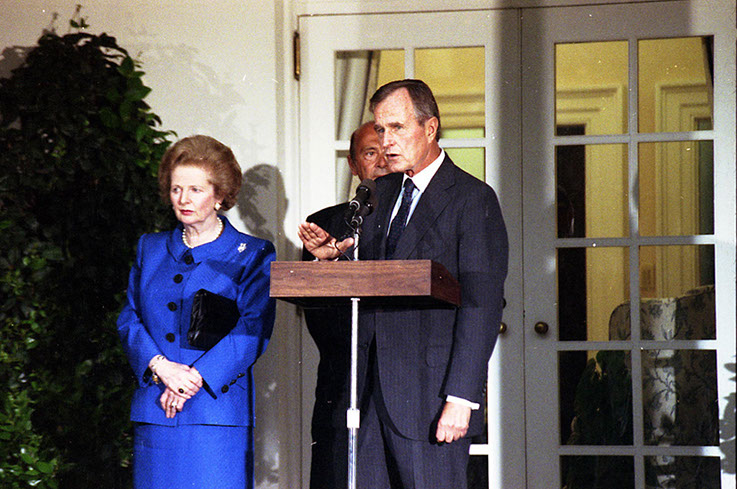
Id. George Bush 1990. augusztus 6-án nyilatkozik a kuvaiti invázióról.

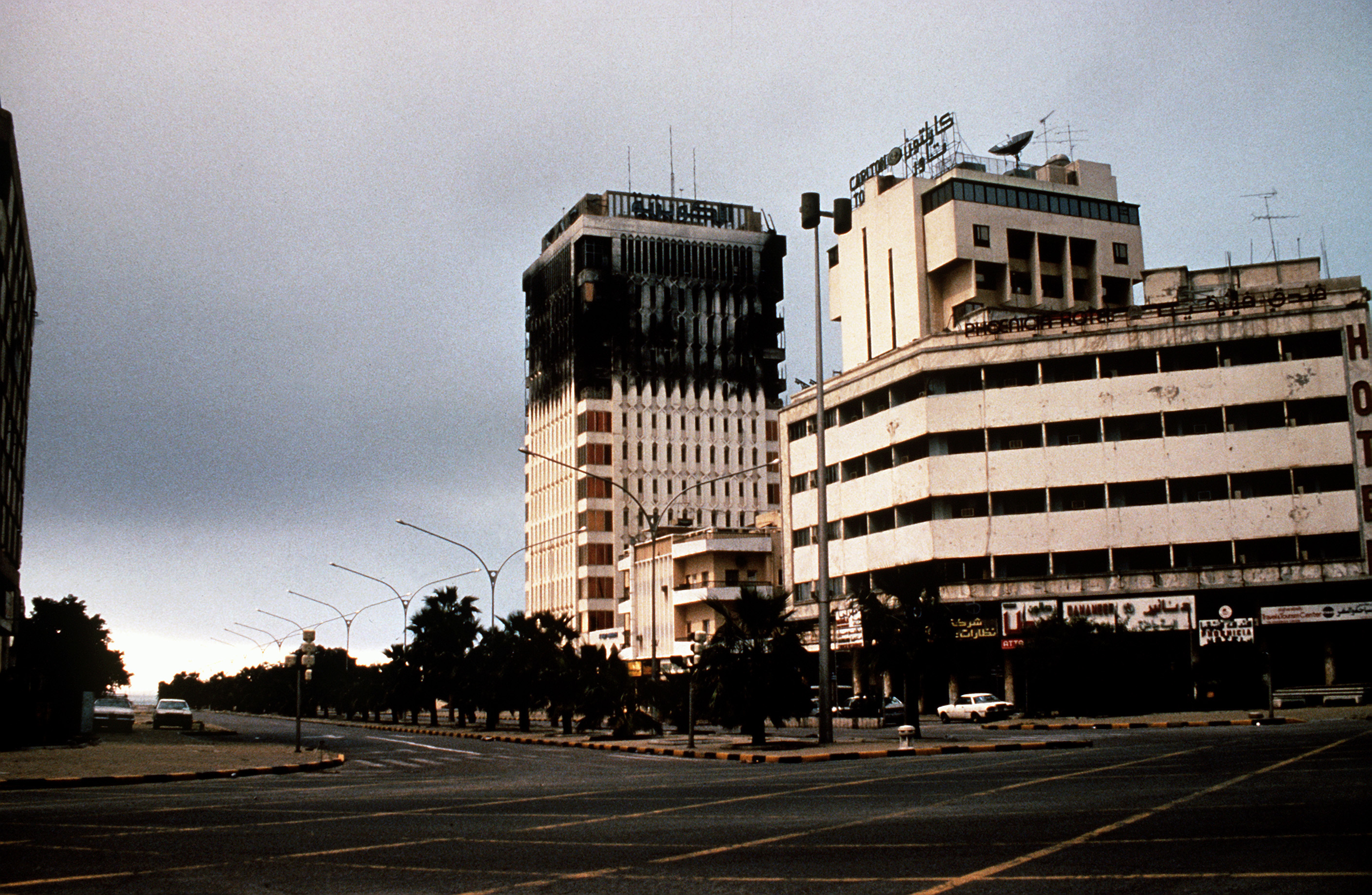
A kuvaitvárosi Carlton Tower Hotel megrongálódott épülete.

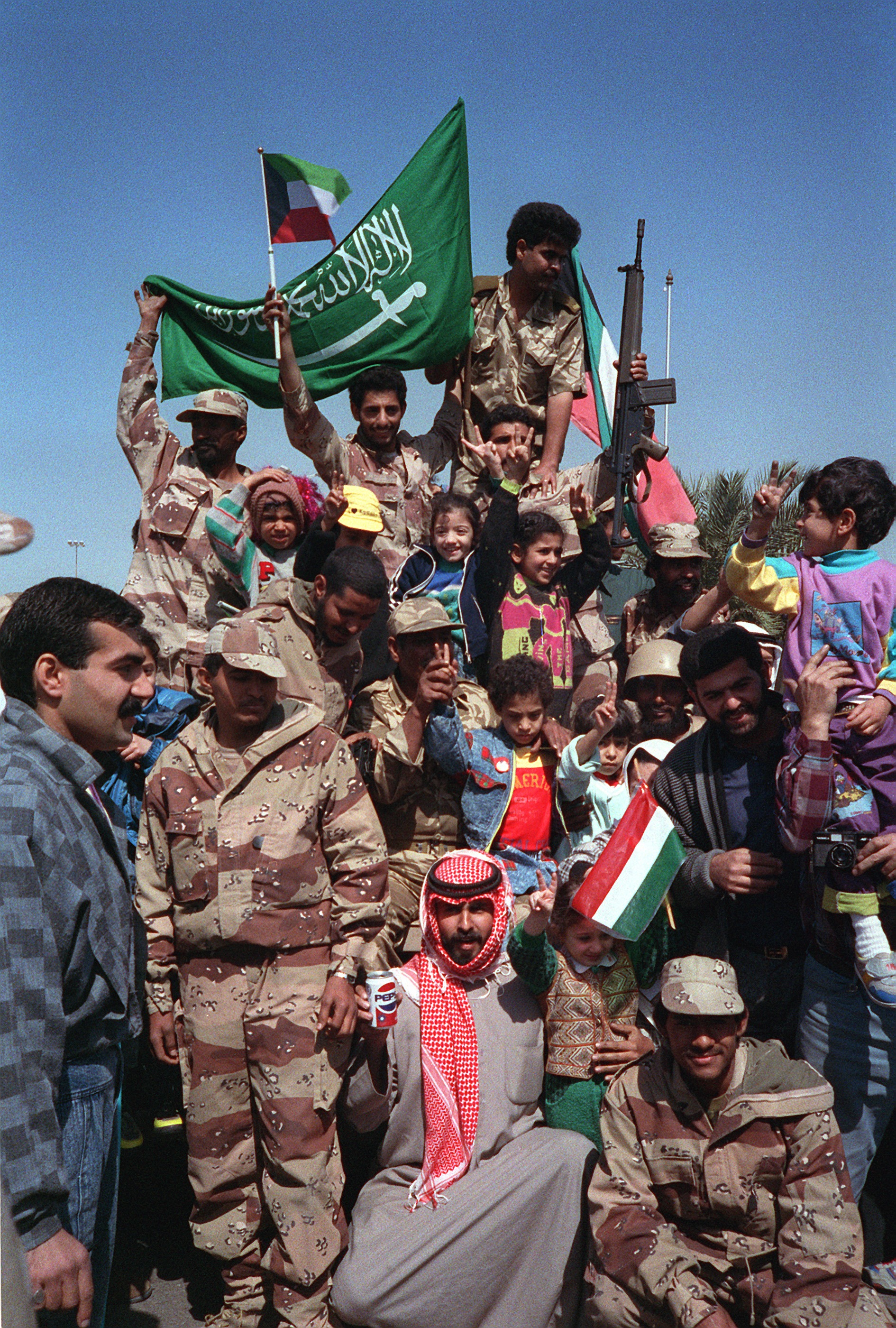
Kuvaiti civilek üdvözlik a bevonuló szaúdi katonákat.

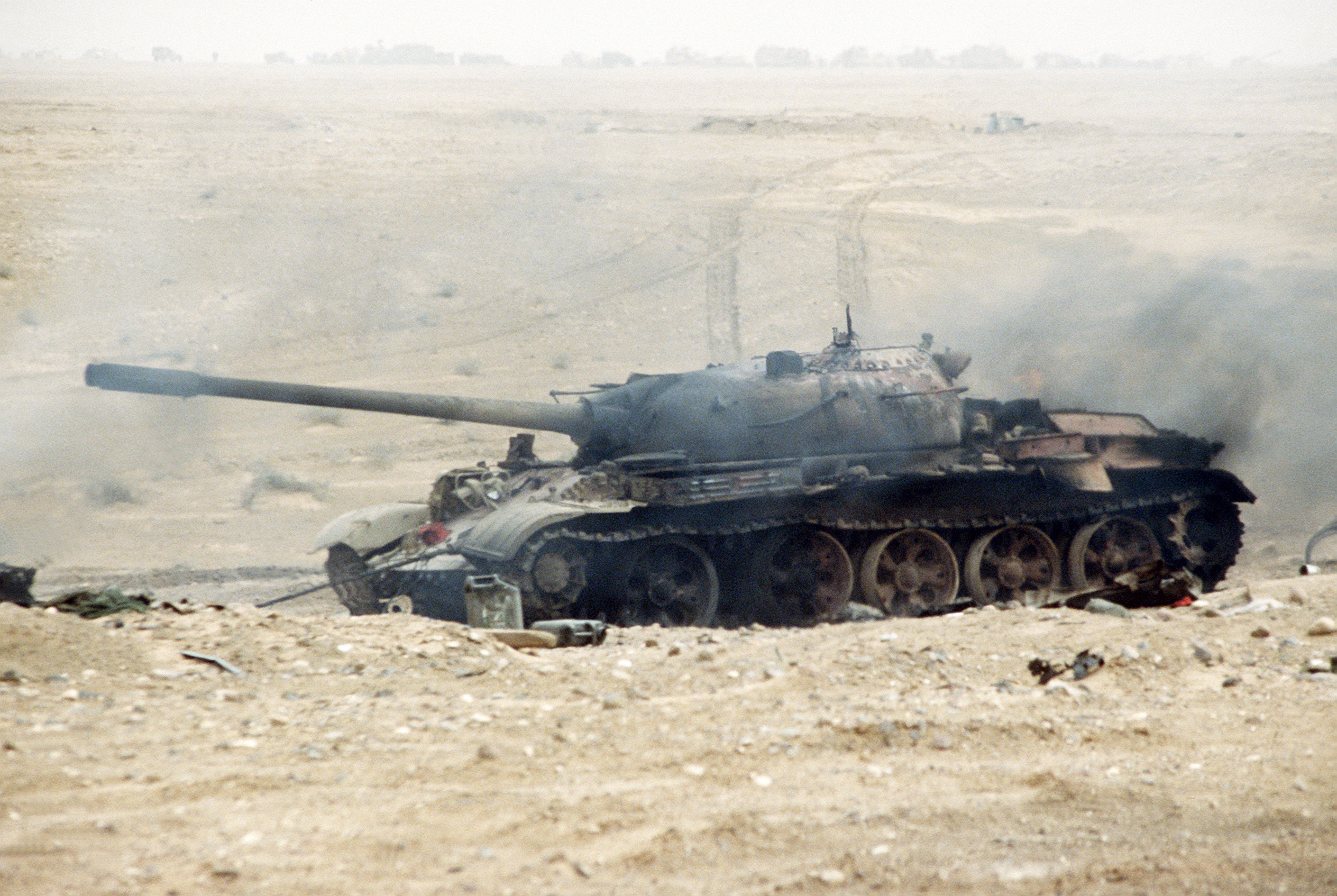
Az irakiak kilőtt T-55-ös tankja a kuvaiti határ közelében.

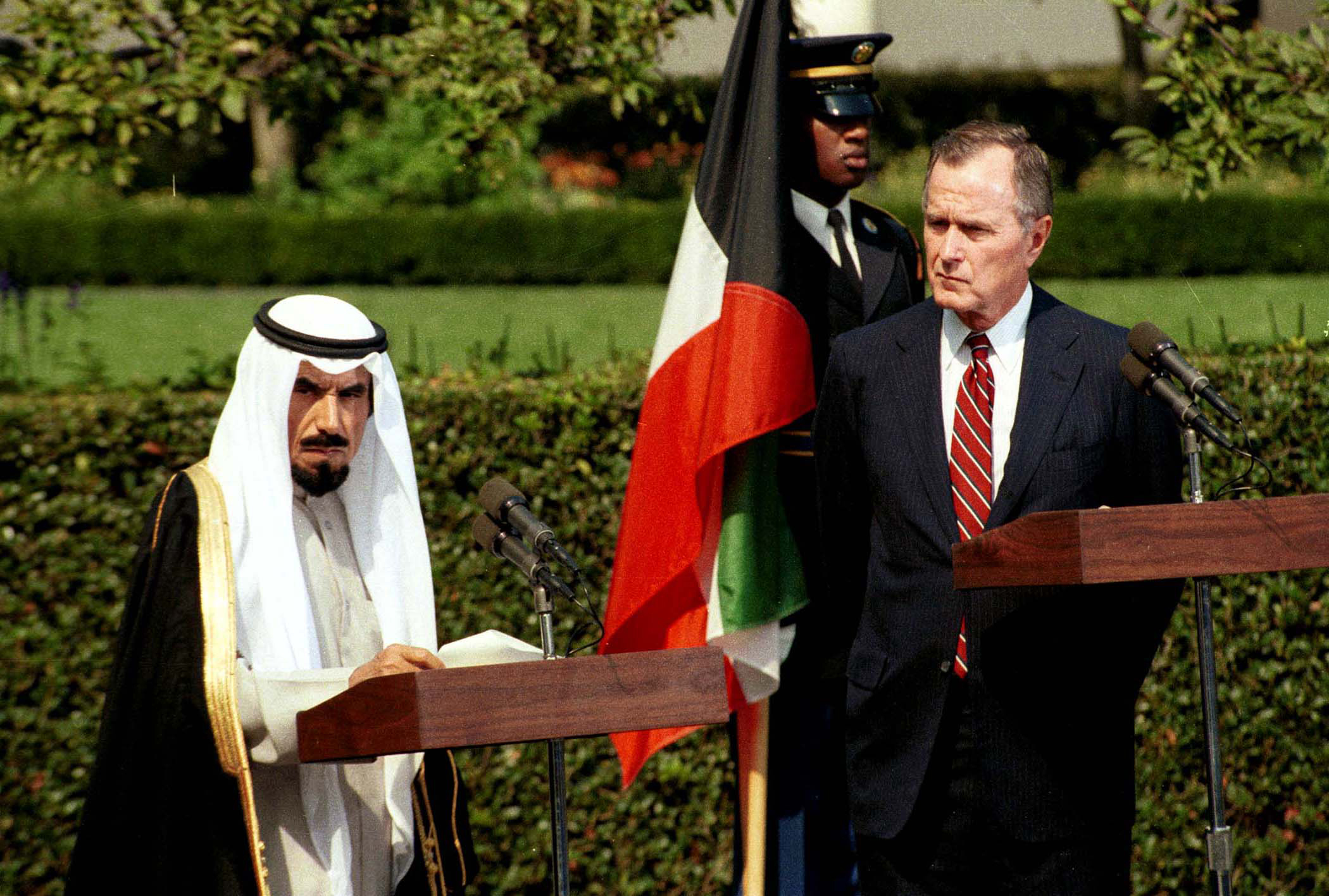
Dzsáber emír látogatása a Fehér Házban 1990. szeptember 28-án, az invázió után közel két hónappal.

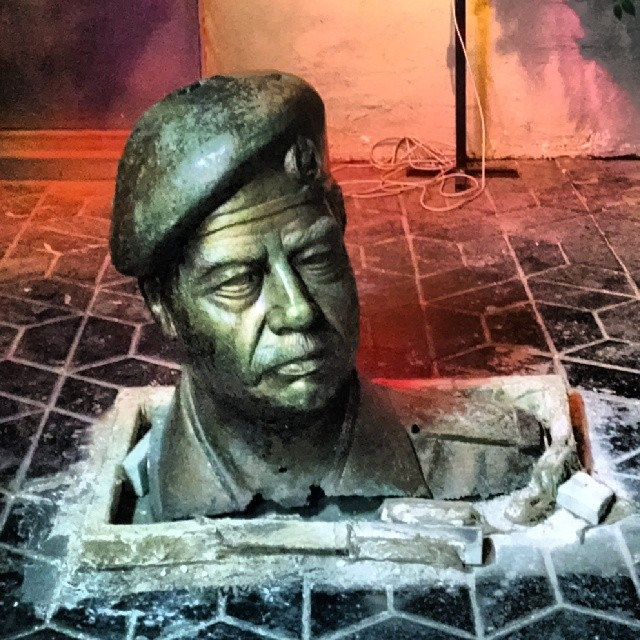
A megszállás idejéből hátramaradt Szaddám-szobor (Kuvaiti Nemzeti Múzeum).

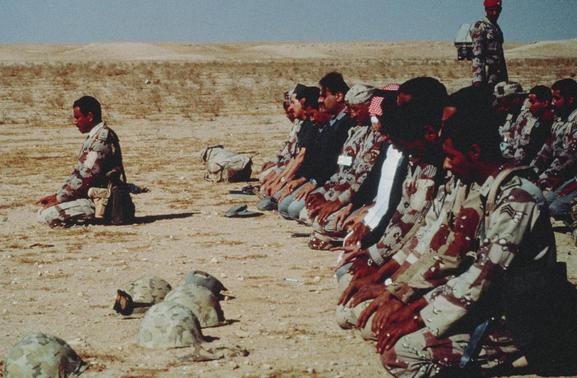
A kuvaiti határnál készenlétben álló egyiptomi katonák imádságot tartanak (1990).

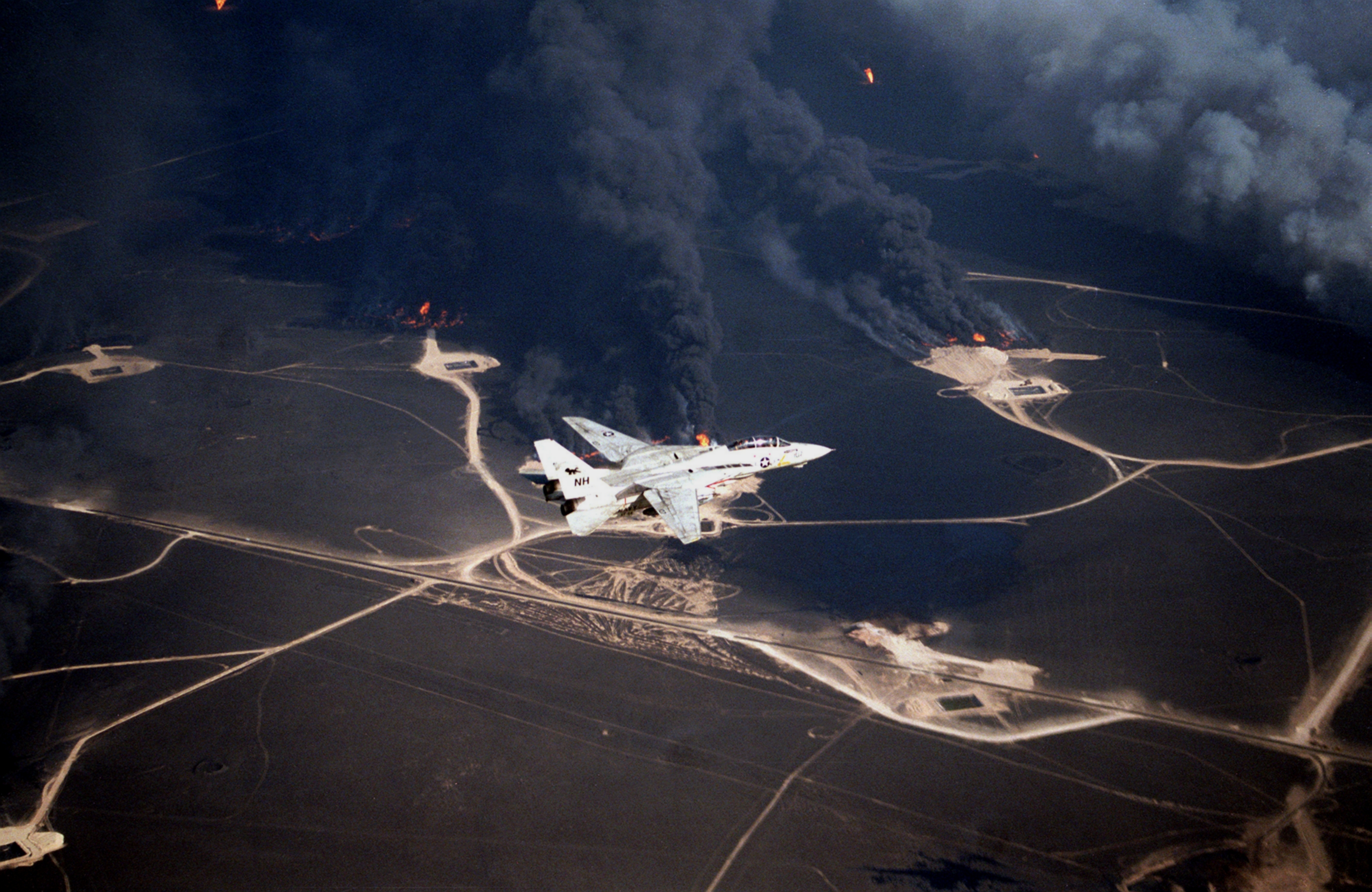
A Kuvait egét elborító égő olajmezők füstje a levegőből nézve.

Kuvait iraki megszállása az öbölháború kezdetét jelentő hadművelet volt. 1990. augusztus 2-án vonult be az országba Szaddám Huszein köztársasági gárdája. Az inváziót a számbeli hátrányban levő kuvaiti hadsereg nem tudta megállítani. Irak először bábkormányt állított az ország élére, majd augusztus végén bejelentette Kuvait annektálását.
Az ENSZ azonnal felszólította Szaddámot csapatai kivonására Kuvaitból, s miután ez nem következett be, a háború a második fázisába lépett: az Amerikai Egyesült Államok hadsereg szövetséges arab, brit, francia és egyéb csapatokkal kiverte az irakiakat Kuvaitból.

## Előzmények
Irak és Kuvait kapcsolata az iraki–iráni háborút követően kezdett elhidegülni. Ezt megelőzően a két ország viszonyát szoros együttműködés és barátság jellemezte. Kuvait először semleges álláspontot képviselt a háborúban, próbált közvetíteni Irán és Irak között. 1982-től Kuvait már határozottan Irak mellett foglalt állást más arab államokkal egyetemben, akiket aggodalommal töltött el az iszlám forradalom esetleges terjedése.
Irak támogatásával viszont megromlottak az iráni-kuvaiti kapcsolatok, főleg miután Kuvait jelentős pénzügyi és gazdasági segítséget folyósított Szaddámnak a háború folytatására. Kuvait ráadásul létfontosságú kikötője lett Iraknak, mert Bászrát a harcok miatt lezárták.
1984 és 1988 között több alkalommal került sor kuvaiti-iráni határincidensekre, ami miatt félő volt, hogy Kuvait is belesodródik a háborúba (megjegyzendő, hogy kuvaiti síiták önkéntesként harcoltak az irániak oldalán a háborúban). Az iráni flotta először kuvaiti tartályhajókat vett tűz alá a Perzsa-öbölben. A háború vége felé is történt egy nagyobb incidens, amikor iráni fegyveresek tűzharcba keveredtek a Bubijan szigeten állomásozó kuvaiti erőkkel.
A háború befejezése után rögvest megromlottak az addig jó iraki-kuvaiti kapcsolatok. Irak ugyanis súlyos pénzügyi válságba került a háborút követően, melyhez hozzátett, hogy kőolaj-kitermelése hatalmas károkat szenvedett a hosszas harcokban. Kuvaittal szembeni adóssága 14 és 65 milliárd amerikai dollár között mozgott, ezért Szaddám kérte Kuvaitot, hogy legalább részben engedje el ezt az adósságot, mondván: Irak a háborúban hatalmas áldozatokat hozott azért, nehogy Kuvait iráni befolyás alá kerüljön. Kuvait ennek ellenére vonakodott az adósságot elengedni, ami azon nyomban feszültséget szült a két ország között. 1989 végén több hivatalos találkozóra került sor a felek között, de nem tudták rendezni a kérdést.

## Ferdefúrások
1988-ban az iraki kőolaj-kitermelésért felelős miniszter, Iszám al-Halabi kérte az OPECtől, hogy csökkentsék az addigi nyersolaj-kitermelési kvótát. Kérésük alapját Irak adósságtörlesztése jelentette, mert szerintük a magasabb olajárak az adósság visszaszorításában segíthetnek. Kuvait olajtermelése az 1980-as években jóval meghaladta az OPEC-kvótát, ami meggátolta a nyersolaj árának további emelkedését. Mivel az OPEC-tagok között nem volt konszenzus, ez aláásta az iraki törekvéseket, emiatt Irak nem tudta helyreállítani a háborúban károkat szenvedett gazdaságát sem. Tarik Aziz iraki külügyminiszter úgy fogalmazott, hogy „minden 1 dollárnyi olajárcsökkenés 1 milliárd dolláros veszteséget jelentett Bagdadnak.”
A feszültséget növelte, amikor Szaddám előállt azzal, hogy Kuvait a határmenti területein ún. ferdefúrásokat végez és az iraki oldalon fekvő Rumaila olajmező készletét csapolja meg. A Rumaila mező hovatartozása kapcsán Irak és Kuvait között már 1960-ban volt egy területi vita, melyet az Arab Liga simított el azzal, hogy a mező déli csücskétől jelölte meg az iraki-kuvaiti határt. Rumailában az iráni háború alatt csökkent az olajkitermelés, míg Kuvaitban ezalatt nőtt.
A Rumailában dolgozó külföldi cégek is cáfolták az iraki állítást az állítólagos ferdefúrásokról, ám Szaddám kitartott amellett, hogy Kuvait 2,4 milliárd dollár értékű kőolaj eltulajdonításával okozott kárt Iraknak. Kuvait elutasította a vádakat és kijelentette, mindez csak ürügy az ellene való katonai fellépésre.
1990. július 25-én az OPEC, Kuvait és az Egyesült Arab Emirátusok megállapodtak az olajtermelés napi másfél millió hordóra történő korlátozásában, hogy így rendezzék a Kuvait és Irak olajpolitikájával kapcsolatos különbségeket. Ekkorra azonban már vagy 100 ezer iraki katona állt készenlétben a kuvaiti határ mentén. Az amerikai diplomaták már aggodalmukat is kifejezték afelől, hogy az invázió elkerülhetetlen lesz.

## Ideológiai ürügy
Az iraki kormány már korábban is hangoztatta, hogy Kuvait valójában Irak részét képezte és az 1913-as brit megszállás miatt alakult különálló országgá. Anglia célja Kuvait megszállásával akkoriban az volt, hogy Németország befolyását csökkentse a térségben, miután az koncessziót nyert a Berlin–Bagdad vasútvonal kiépítésére.
Kuvait azt megelőzően a bászrai vilajet része volt. 1899-ben az Al-Szabah uralkodócsalád részleges önállóságot eszközölt ki az Oszmán Birodalomtól, majd a brit megszállás lehetőséget nyújtott az elszakadásra, azonban a Kuvait és Bászra közti határokat sosem tisztázták.
Az iraki kormány továbbá állította, hogy Kuvait királya, Dzsáber al-Ahmed asz-Szabáh emír elnyomja népét, kizsákmányolja az állam gazdaságát, hogy abból gazdagodjék meg. Ezenkívül Izrael- és cionistabarátnak titulálta az uralkodót, próbálván rossz színben feltüntetni az arab világ előtt.

## Az amerikai álláspont
Egyazon napon, amikor az OPEC-megállapodás megszületett, April Glaspie, az Egyesült Államok bagdadi nagykövete magyarázatot várt az iraki hadsereg főparancsnokságától a kuvaiti határ térségében tapasztalható csapatmozgásokra. Hozzátette továbbá, hogy az Államoknak nincs saját véleménye a két ország közötti konfliktusról, illetve nem áll szándékában gazdasági megszorításokat hozni Irak ellen. Szaddám úgy értelmezte Glaspie szavait, hogy az Egyesült Államok szabad utat adott neki Kuvaitban. Minderről egy átiratot is közzétett, noha Glaspie ennek pontosságát vitatta a Szenátus külügyi bizottsága előtt 1991 márciusában. Még egy héttel az invázió előtt John Kelly külügyminisztertől elhangzott a Kongresszus ülésén, hogy az Egyesült Államoknak nincs szerződéses kötelezettsége Kuvait védelmére. Glaspie a későbbiekben úgy nyilatkozott: nem gondolták volna, hogy Szaddám ilyen messzire megy.

## A megszállás
Szaddám Husszein 1990. augusztus 2-án hajnali 2:00-kor kiadta parancsát a köztársasági gárda négy hadosztályának a Kuvait elleni támadásra.
Az akcióban résztvevő erők:
- A Hammurapi Páncélos Hadosztály
- A Medina és Munavera Páncélos Hadosztály
- A Tavakalna ala-Allah gépesített hadosztály
- A Nebukadnezár motorizált gyalogoshadosztály
- Egyéb különleges erők

A haditerv alapján légi úton szállított kommandós egységeknek kellett bevenniük Kuvaitvárost. A légitámogatást Mi–24-es, Mi–8-as, Mi-17-es és Bell 412-es helikopterszázadok látták el. Az iraki légierőnek két Szu–22-esekből álló százada vett részt a támadásban, melynek feladata a kuvaiti légtér ellenőrzésének megszerzése egy korlátozott légicsapás keretében. A kuvaiti légierő főleg francia Mirage F1-esekkel és amerikai Skyhawkkal bírt, melyek nem voltak alkalmasak nagyobb légicsatákra. Az iraki légierő néhány célpontot bombázott is Kuvaitvárosban.
Noha az iraki felvonulás a határon hónapokig tartott, a kuvaiti hadsereg egyáltalán nem készült fel az invázióra, sőt hírszerzésük nem is tudott a készülő akcióról. Az iraki benyomulást először egy radarral felszerelt léghajó észlelte, amikor is felfedeztek egy dél felé nyomuló páncéloshadoszlopot. Bár a kuvaiti szárazföldi, légi és haditengerészeti egységek ellenállást tanúsítottak, de a jelentős iraki túlerő felmorzsolta őket.
A főváros védelmére a vezérkar a 35. páncélos dandárból egy zászlóaljnyi brit Chieftain típusú tankokból álló egységét, szovjet BMP tankokat és egy tüzérségi üteget helyezett el. Az Al-Dzsahra közelében, Kuvaitvárostól nyugatra vívott csatában némiképp sikerült késleltetni az iraki előrenyomulást. Délen a 15. páncélos dandár megkezdte erőinek evakuálását Szaúd-Arábiába, továbbá néhány kisebb kuvaiti haditengerészeti egység is sikeresen elkerülte megsemmisítését.
Az iraki támadás a kuvaiti légierőnél nagy zavart okozott, de csak 20%-át sikerült az irakiaknak megsemmisíteni vagy elfogni. A főváros felett ugyanakkor több iraki helikoptert is lelőtt a védelem, ezzel érzékeny veszteséget okoztak a megszállók elit alakulatainak. A kuvaiti légierő fennmaradó 80%-a ezután Szaúd-Arábia vagy Bahrein területére menekült. Néhány gépnek a kifutó melletti autópályákat kellett használnia, mert a légibázisokat az irakiak elfoglalták. A kuvaiti légierő a háború további részében gyakran támogatta a szaúdi légierőt nemcsak az iraki, de a jemeni határnál is, mivel Jemen akkoriban jó viszonyt ápolt Szaddámmal.
A köztársasági gárda megtámadta a királyi rezidenciát, a Daszman-palotát, ahol a Kuvaiti Nemzeti Gárdával és a hadsereg néhány egységével találták szembe magukat. A honi erők kb. nyolc órán át kitartottak, hogy addig a király és családja el tudja hagyni az országot. Dzsáber emír Szaúd-Arábiába távozott, míg a palota védelmében Ahmad nevű öccse is életét vesztette.
A kuvaitiak több helyütt sikeresen feltartóztatták az inváziót, ám miután az irakiak erősítésekhez jutottak, az ellenállást felszámolták. Augusztus 3-ra már reménytelenné vált a kuvaitiak helyzete. Legtovább a légierő tartott ki, amelyek Szaúd-Arábiából próbáltak utánpótlást vételezni és tartották az Ali al-Szálem légibázist. Alkonyatra viszont az irakiak ezt a bázist is bevették.

## A népi ellenállás
Szaddám propagandájában kijelentette, hogy hadseregét a kuvaiti forradalmárok hívták be Dzsáber emír rémuralma ellen, azonban már az elején kitűnt, hogy az irakiak hódító agresszorok, akikből a kuvaitiak nem kérnek.
A polgári fegyveres ellenállás rögvest a megszállás után elindult, amelyre az irakiak kegyetlen eszközökkel válaszolták. Az első napokban szinte azonnal sor került kivégzésekre és kínzásokra. A kuvaiti ellenállás teljes vesztesége meghaladta a koalíciós erők háborúban elszenvedett veszteségeit, sőt az egyes nyugati túszokét is.
Szintén egyértelmű jelét mutatta annak, miszerint Szaddám már eleve Kuvait beolvasztására készült, hogy valamennyi kuvaiti gépkocsi rendszámát iraki rendszámokra cserélték, ezzel is elősegítve a lakosság kontrollálását. Azon kuvaitiak, akik nem a fegyveres ellenállást választották, passzív ellenállásba fogtak, távol maradva a munkahelyekről és iskolákból, és otthon írt brosúrákat terjesztettek egymás között. Az erőszakmentes ellenállással szemben az iraki hadsereg erőszakkal válaszolt.
Mintegy 400 ezer kuvaiti állampolgársággal rendelkező, ám nem tősgyökeres, az országban vendégmunkásként dolgozó személy hagyta el Kuvaitot az invázió után. Mások védett helyekre csoportosultak, csatlakoztak az ellenálláshoz és háborúellenes transzparenseket készítettek. Egyes személyeknek, akiket az iraki titkosszolgálat keresett, hamis személyazonossági okmányt adtak, hogy bujkálni tudjanak.
Az ellenállási sejtek központjai a mecsetek voltak. Ellenállásba kezdtek a kuvaiti nők is, akik gyakran tartottak demonstrációkat a megszállás ellen.
Az iraki hadsereg nem tudta kollaborációra bírni a helyi lakosságot, ezért minden területen az irakiaknak kellett átvenni az irányítást. A rendfenntartást is kizárólag az iraki rendőri erők végezték, akik kivették részüket a kuvaitiak terrorizálásából: házkutatásokat tartottak, külföldiek és ellenállók után nyomoztak, letartóztatásokat és erőszakos vallatásokat végeztek. Nagymértékű volt ekkoriban a pénzcsempészet, mivel az iraki hadseregen és rendőrségen belül is virágzott a korrupció, ezért tisztek, katonák vagy rendőrök megvesztegetésével el lehetett kerülni a lebukást.
Az ellenállás terroristajellegű akciókban is megnyilvánult: a megszállók ellen pokolgépes merényleteket és orvlövésztámadásokat is végrehajtottak, amelyekkel nagy veszteséget tudtak okozni az irakiaknak.
1990. augusztusától az amerikai hírszerzés, a CIA és a zöldsapkások is segítséget nyújtottak a kuvaiti ellenállásnak. Hivatalosan az amerikai kormány ezt nem erősítette meg, de nem is tagadta. Id. George Bush amerikai elnök is leginkább nyilatkozataiban foglalt állást a kuvaitiak mellett.
A kuvaiti kormány a Vörös-tengertől nem messze fekvő Taifban rendezkedett be és onnét támogatta az ellenállókat. Az irakiak a kommunikáció korlátozásával igyekeztek gátolni, hogy az ellenállók és az emigráns kormány közötti érintkezést elvágják. Az ellenállásnak viszont sikerült műholdas telefonokat csempésznie az országba Szaúd-Arábián keresztül. Az azokon kapott információkat otthon legépelték, majd brosúrák formájában terjesztették, biztosítva a hiteles információáramlást. Az addigi kuvaiti tv- és rádióadókat ugyanis az iraki hatóságok megszüntették és helyette csak az iraki csatornákat lehetett fogni.
Az ellenállók A nép állhatatossága címen illegális újságot is létrehoztak, s titokban terjesztették az emberek között.
Az ellenállás lebontotta az addigi társadalmi korlátokat, ugyanis különféle jogállású és nemzetiségű emberek fogtak össze, hogy az iraki megszállók ellen küzdjenek.

## Iraki válaszlépések
1990 októberében az irakiak lecsaptak egy sejtre, melynek több száz tagját kivégezték. Razziák voltak ezenkívül több lakásban. A megtorlás után az ellenállók, hogy csökkentsék a civilek elleni akciókat, katonai bázisokat vettek célba, arra késztetve az irakiakat, hogy azok védelmére szorítkozzanak. Ekkor Irak is egy új taktikát vetett be: megnyitotta a határokat és engedélyezte a kilépést. Számos kuvaiti és külföldi erre elhagyta az országot, ezáltal gyengítve az ellenállókat.
1991 január-február között újabb feltételezett ellenállókat végeztek ki nyilvánosan, előtte még brutálisan megkínozták őket.
Kuvaitban leginkább palesztin illetőségű emberek támogatták az irakiakat a Baasz Párt Izrael-ellenessége miatt. Ennek ellenére számos palesztin is szenvedő alanya volt a megszállásnak. Az irakiak 5000 palesztint tartóztattak le az ellenállás támogatásának vádjával, többségüket bizonyítékok nélkül. Ugyanakkor az ellenállásban résztvevő palesztinok sem értettek egyet a mozgalom némely taktikájával, mint például a hivatalok vagy a kereskedelem bojkottjával. Sőt, az ellenállók maguk is kifejezetten gyanakvók voltak a palesztinokra, majd miután a irakiak kivonultak Kuvaitból, a kormány és a lakosság nyomban a palesztinok ellen fordult.
Az iraki erők még a visszavonulás idején is legalább 2000 kuvaitit tartóztattak le és hurcoltak el iraki börtönökbe ellenállás vádjával. Több száz ilyen fogoly hajtott végre szökést és jutott haza, további ezret bocsátottak szabadon később az iraki hatóságok. A többi elhurcolt személynek nyoma veszett. Legalább 605 ember sorsa volt tisztázatlan évekig. 2009-ben sikerült közülük 236 ember maradványait azonosítani, a többiekről viszont továbbra sincsenek megbízható adatok. Irak annak ellenére, hogy a mai napig rendezni igyekszik kapcsolatait Kuvaittal, kevésbé törekszik felkutatni a még eltűntként kezelt személyeket.

## Az iraki uralom Kuvaitban
A Kuvait felszabadítójának színében tetszelgő Szaddám egy szabad ideiglenes kormányt nevezett ki a megszállt terület élére, amely Alá Husszein ezredes vezetése alatt 8 másik renegát kuvaiti tisztből állt. Az emigráns kormány erőteljesen kampányolt a bábkormány és a megszállók ellen, nem is eredménytelenül. Az ENSZ Biztonsági Tanácsa 12 határozatot fogadott el, amelyben Szaddám Huszeint a Kuvaitból való kivonulásra szólították fel. Szaddám a felszólításokat figyelmen kívül hagyta.
A megszállás során Kuvait lakosságának fele, köztük a vendégmunkások többsége távozott az országból. India mintegy 170 ezer embert evakuált onnan 59 napon belül, közel 488 repülőjárattal.
A lakosság elleni atrocitásokon túl az iraki hadsereg tömérdek vagyon elleni bűncselekményt követett el; az országot javarészt ki is fosztották. Ez hosszabb távon súlyos kihatásokkal volt Kuvait gazdasági, társadalmi és egészségügyi rendszerére is.
Szaddám kollaboránsai megszüntették a monarchiát és kikiáltották 1990. augusztus 7-én a Kuvaiti Köztársaságot, ám egy napra rá már bejelentették az ország egyesülését Irakkal. Augusztus 28-án megszűnt a Kuvaiti Köztársaság és helyette megszervezték a Kuvaiti kormányzóságot, Irak 19. tartományát. Kuvait északi felét, ahol a vitás olajmezők is voltak, a bászrai kormányzósághoz csatolták. A kormányzó a háborús bűnös Ali Hasszán al-Madzsid (Vegyi Ali) lett.

## Nemzetközi válaszcsapás
Irak Kuvait megszállásával elvesztette korábbi szövetségeseit is, akik az Irán elleni háborúban támogatták, mint az Egyesült Államok, Franciaország és India. A Szovjetunió és Kína fegyverembargót rendelt el Irakkal szemben.
1990 végén Irak amerikai ultimátumot kapott, hogy 1991. január 15-ig vonja vissza csapatait Kuvaitból. A szaúdi-kuvaiti és szaúdi-iraki határnál jelentős létszámú csapatok sorakoztak fel. Az amerikai hadseregen kívül jelentős erőket adott a háborúra Szaúd-Arábia, Egyiptom, Franciaország, az Egyesült Királyság ás Szíria, továbbá jelen volt a kuvaiti hadsereg maradéka is. Ezenkívül egy tucat ország küldött még kisebb katonai egységeket.
Az öbölháborúban az iraki hadsereget kiszorították Kuvaitból, válaszul a visszavonuló irakiak felgyújtották a kuvaiti olajkutakat, óriási anyagi kárt és szörnyű környezetszennyezést okozva a térségben.
Kuvait a háború után visszanyerte önállóságát, de még évekbe telt, mire a háború veszteségeit kiheverte. A bosszúszomjas lakosság és a kormányzat több százezer palesztint űzött el az országból a megszállók támogatásának vádjával. Szintén kitiltották a jemeni illetőségű személyeket is.
Kuvaitban a mai napig hatalmas tisztelet és megbecsülés övezi az ellenállás résztvevőit, elesettjeit. Az ellenállásban részt vett személyek, illetve az elesettek családtagjai vagy jelentős kárpótlást, vagy magas jutalmakat nyertek az államtól. Így például az ilyen személyek jogosultak arra, hogy mekkai zarándoklatuk költségeit kifizesse az állam. Az ellenállás keltette széleskörű összefogás ugyanakkor jelentős társadalmi változásokhoz is hozzájárult Kuvaitban.

## Fordítás
- Ez a szócikk részben vagy egészben  az   Invasion of Kuwait című angol Wikipédia-szócikk fordításán alapul.  Az eredeti cikk szerkesztőit annak laptörténete sorolja fel. Ez a jelzés csupán a megfogalmazás eredetét és a szerzői jogokat jelzi, nem szolgál a cikkben szereplő információk forrásmegjelöléseként.